# Libersart
Libersart est un hameau de la commune belge de Walhain située en Région wallonne dans la province du Brabant wallon.
Avant la fusion des communes de 1977, Libersart faisait partie de la commune de Tourinnes-Saint-Lambert.

## Situation
Libersart est un hameau-rue d'une longueur d'environ 1 kilomètre comprenant une cinquantaine d'habitations dont plusieurs exploitations agricoles toujours en activité. Le hameau est bordé au sud par l'autoroute E411.
Walhain se trouve à environ 5 kilomètres au sud.

## Patrimoine
Les deux tumuli de Libersart se situent au nord du hameau. Ils sont repris sur la liste du patrimoine immobilier exceptionnel de la Wallonie.
La ferme Brion (ou à l'Anglée) et la grande ferme (ou ferme Dewulf) datent du XVIIIe siècle.